# 船佐・山内逆断層帯
船佐・山内逆断層帯（ふなさ・やまのうちぎゃくだんそうたい）は、広島県安芸高田市・三次市・庄原市に広がる逆断層帯。国指定の天然記念物（昭和36年、1961年指定)。
中国山地・瀬戸内海の形成を促した、日本の地質時代の急激な地殻変動を示す資料である。

## 概要
西の始点は旧作木村宮谷からで、三次盆地の北辺を東西に走り、三次市和知町あたりから北東に転じ、庄原市山内町まで、約16㎞にわたって、山麓に連続して形成されている。

## 船佐逆断層
旧高宮町(安芸高田市)のほぼ中央部、佐々部植谷を中心に、東西約2㎞に点在・露出している。新生代の第三紀の地層が、第四紀初頭までに新たに成立した礫層で覆われ、さらに、花崗岩が逆断層により、押し上げられている。

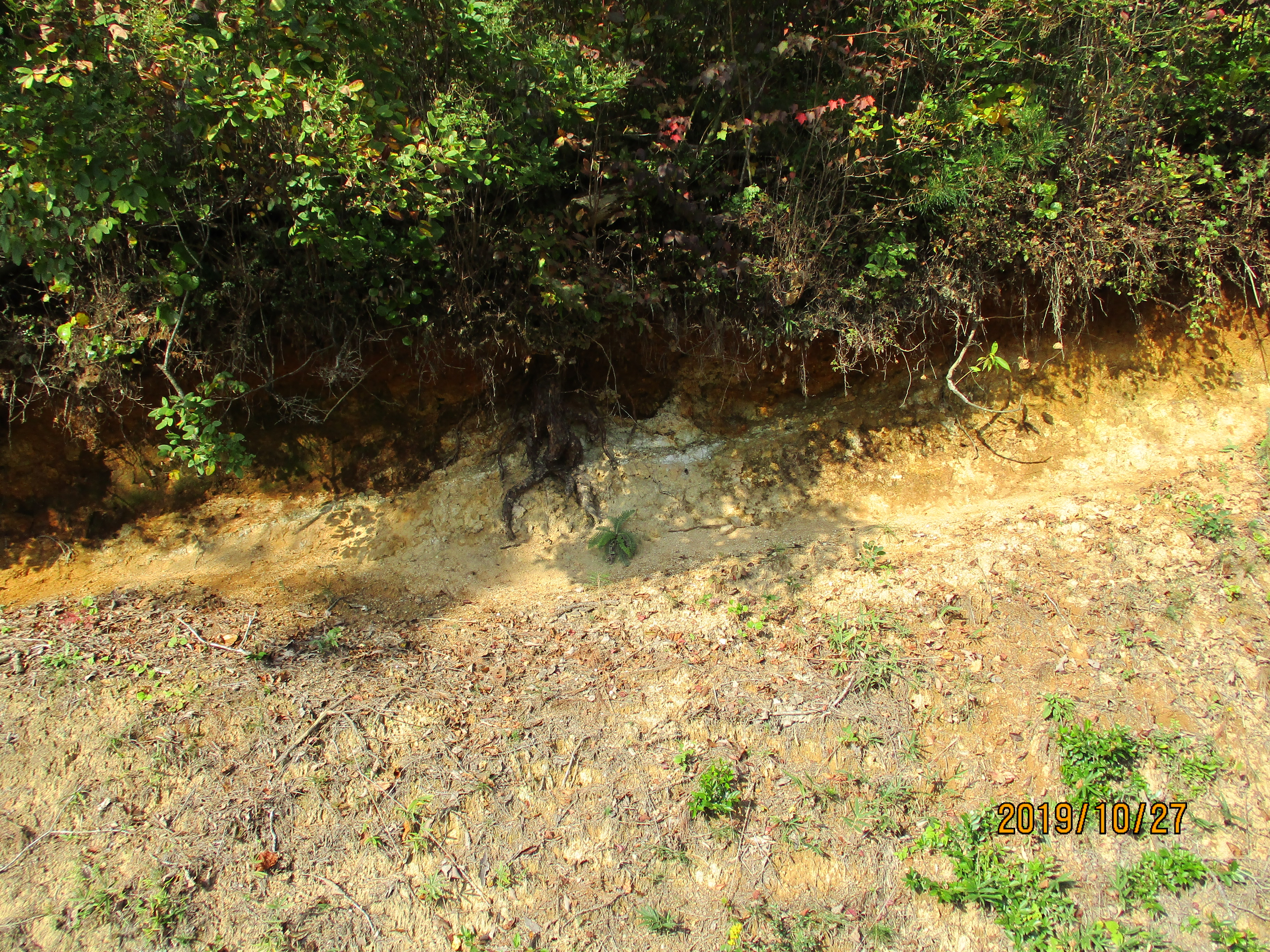
安芸高田市高宮町船佐にある船佐・山内逆断層帯の露頭

## 王子谷(おうじだに)衝上断層
比叡尾山南麓の熊野神社の北方で、比叡尾山西腹の王子谷という名称の谷間に露出している。高宮町の断層と同種のもので、同じく国の天然記念物。

## 山内(やまのうち)逆断層
三次盆地の北端から庄原市山内町まで16kmの山麓に位置する。比較的新しい時期のものである。

## 交通
- 船佐逆断層帯 - JR三江線 式敷駅より徒歩10分
- 王子谷断層帯(三次市畠敷町) - JR芸備線 八次駅から直線距離で1574m
- 山内逆断層帯(庄原市山内町) - JR芸備線 山ノ内駅から約2㎞